# Presídio de Mulheres Violentadas
Presídio de Mulheres Violentadas é um filme brasileiro de 1976, com direção de A. P. Galante.

## Sinopse
Tininha (Patrícia Scalvi) é condenada injustamente pela morte de um guard. Chega a um presídio feminino, onde passa a ser disputada pela cruel diretora Rafaela (Meiry Vieira) e pela detenta Nadir (Esmeralda Barros), que planeja uma fuga em massa. Durante um motim, duas presas são mortas e Tininha aproveita para tentar fugir

## Elenco
- Esmeralda Barros (Nadir)
- Meiry Vieira (Rafaela)
- Patrícia Scalvi (Tininha)
- Evelyn Erika (Mercedes)
- Zilda Mayo (Joana)
- Hugo Bidet (Antunes)[1]

## Produção
O filme inaugurou na Boca do Lixo o "ciclo dos presídios", uma série de filmes que exploravam a exposição de mulheres em ambientes de reclusão (presídios, conventos, internatos, reformatórios). Galante conta que seguiu o conselho de um diretor de cinema alemão, que lhe teria dito: "O que dá dinheiro é grade e mulher nua atrás da grade".
A produção foi conturbada. Luiz Castillini, o diretor que iniciou as filmagens, abandonou o argumento escrito por Rajá de Oliveira e filmou uma história completamente diferente. Galante interrompeu as filmagens e chamou Osvaldo de Oliveira para concluir os trabalhos. Nicole Puzzi, que havia sido escalada para o papel principal, sequer compareceu ao set em Itu. Os produtores recorreram então à novata Patrícia Scalvi, que deveria fazer uma figuração, e deram-lhe o papel de Tininha. No meio da produção, Galante brigou com a atriz e mudou o roteiro, matando a sua personagem.
Apesar dos problemas, os produtores obtiveram um bom lucro. A produção foi barata e a renda uma das 10 maiores entre os filmes brasileiros no primeiro semestre de 1977, com Cr$ 4.649.462,90 e um público de 435.226 espectadores. O sucesso levou a uma série de obras com temas semelhantes, como Internato de Meninas Virgens (1977), Fugitivas Insaciáveis (1978), Reformatório das Depravadas (1978) e A Prisão (1980).